# Chantek
Chantek (* 17. Dezember 1977; † 7. August 2017) war ein männlicher Orang-Utan, der im Yerkes Regional Primate Research Center geboren wurde und innerhalb eines Forschungsprojektes lernte, mittels der amerikanischen Gebärdensprache (ASL) mit Menschen zu kommunizieren. Der Begriff „Chantek“ stammt aus der malaiischen Sprache und bedeutet „schön“.

## Projekt Chantek
Im Herbst 1978 wurde Chantek an die University of Tennessee at Chattanooga gebracht, an der das „Projekt Chantek“ etabliert wurde. Ziel dieses langfristigen Projektes unter Leitung von Lyn Miles war es nicht, die generelle Sprachfähigkeit von Menschenaffen unter Beweis zu stellen, sondern Einblick in die kognitiven und kommunikativen Prozesse der Sprachentwicklung zu erhalten.
Während des Projekts wuchs Chantek in ständigem Kontakt mit Menschen auf. Ihm wurden soziale Verhaltens- und Umgangsregeln beigebracht (Enkulturation). Als kommunikatives Mittel wurde die American Sign Language (ASL), die dominierende Gebärdensprache in den USA und Kanada, ausgewählt. Ein Teil von Chanteks Pflegepersonal bestand aus Gehörlosen, die diese Gebärdensprache durchgehend benutzten.
Nach sieben Jahren des Trainings verfügte Chantek über einen Sprachumfang von 140 Wörtern, darunter Objekte, Handlungen, Eigennamen und Pronomen. Chantek entwickelte dabei selbst neue Zeichenkombinationen, um Dinge und Handlungen zu beschreiben. So bezeichnete er die Kontaktlinsenflüssigkeit seiner Betreuer als „eye + drink“ („Auge + trinken“). Seine Syntax blieb jedoch beschränkt und erreichte nicht die Ausprägung, wie sie beispielsweise das Gorillaweibchen Koko erlangte. Kein anderer Orang-Utan hat jedoch bislang über einen größeren Wortschatz verfügt.
Im Laufe des Projekts erlernte Chantek auch den grundlegenden Umgang mit Geld. Durch Erfüllung von Aufgaben konnte er Münzen erwerben, die er bei seiner Betreuerin Miles gegen Leckerchen eintauschen konnte. Chantek versuchte, durch das Zerbrechen der zunächst verwendeten Pokerchips sein Vermögen zu vermehren und so mehr einzutauschen. Zu diesem Zweck versuchte er nach der Umstellung auf Metallmünzen, mit Hilfe von Aluminiumfolie eigene Münzen herzustellen. Es wurde auch nachgewiesen, dass Chantek über die Fähigkeit zur Täuschung verfügte. So täuschte er vor, einen entwendeten Radiergummi verschluckt zu haben, um ihn nicht zurückgeben zu müssen.

## Einstufung der Intelligenzentwicklung
Bei einem Test auf Basis der Bayley Scale für Kindesentwicklung erreichte Chantek im Alter von 24 Monaten das Niveau eines 13,6 Monate alten menschlichen Kindes. Im Alter von 55 Monaten wurde er anhand der Uzgiris-Hunt Infacy Assessment Scales wie ein Kleinkind zwischen 18 und 14 Monaten eingestuft. Mit fünfeinhalb Jahren wurde ihm der Stand eines etwa zweijährigen Kindes attestiert, wobei er in einigen Bereichen (z. B. Sprachverständnis und Werkzeugnutzung) die Fertigkeiten eines vierjährigen Kindes aufwies.

## Weitere Entwicklung
Von 1986 bis 1997 war Chantek wieder im Yerkes Primate Research Center untergebracht, weil die Forschungseinrichtungen der Universität Tennessee zu klein für ihn wurden. Er wurde dort keinem weiteren Sprachtraining unterzogen und nahm in dieser Zeit stark an Gewicht zu. Chantek wog etwa 450 Pfund, als er 1997 in den Zoo von Atlanta umzog. Hier nahm Lyn Miles die Arbeit mit ihm wieder auf. Sie stellte fest, dass er auch nach über einem Jahrzehnt noch über Kenntnisse der Zeichensprache verfügte. Durch ein Diätprogramm im Zoo von Atlanta wurde Chanteks Gewicht drastisch reduziert.
Chanteks nachgewiesenes Eigenbewusstsein und sein Entwicklungsniveau führten dazu, dass er immer wieder von Wissenschaftlern und Tierrechtlern als Beispiel herangezogen wurde, um für Menschenaffen grundlegende Persönlichkeitsrechte zu fordern.
Die Dokumentation They Call Him Chantek zeigt die enge Bindung zwischen Chantek und der Forscherin Lyn Miles, die im Film über den Zeitraum von einem Jahr versucht, dem Orang mittels eines Sprachsynthesizers auch verbale Kommunikation zu ermöglichen.